# Меган Галлагер
Меган Галлагер (англ. Megan Gallagher, 6 лютого 1960, Редінґ, Пенсільванія) — американська акторка.

## Життєпис
Народилася Меган Галлагер 6 лютого 1960 року в Редінгу, Пенсільванія. Деякий час її мати, Айлін Галлагер, працювала моделлю. Меган була другою дитиною з шести дітей (у акторки троє братів і дві сестри). Коли Меган виповнилося п'ять років, вона запалилася бажанням стати акторкою. Набагато пізніше, у середній школі, Ґаллагер із задоволенням навчалася драматичному мистецтву, втілюючи в життя власну дитячу мрію. На початку 80-х Меґан Ґаллагер переїхала в Нью-Йорк, поступила у престижну школу мистецтв «Джулліарт». Приблизно у це й ж період часу вперше виступила на Бродвеї, у п'єсі «Кілька гарних людей», та так чудово, що навіть удостоїлася театральної нагороди «Theatre World and Outer Critics Circle Award» — за відмінний дебют.
Протягом своєї кар'єри Меган Галлагер знялася у більш ані ж п'ятдесяти телесеріалах і фільмах. Вона отримала популярність завдяки ролі таємного поліцейського агента Тіни Руссо у телесеріалі «Блюз Гілл-стріт» (1986—1987). Потім зіграла головну жіночу роль у сіткомі «Історія Слеп Максвелла» (1987—1988). Галлагер знялася у серіалі «Чайна-Біч» в 1988—1991 роках, а після зіграла роль дружини головного героя у ситкомі «Шоу Ларрі Сандерса» (1992—1995).
Найбільшої популярності вона добилася завдяки ролі Катерини Блек у телесеріалі «Тисячоліття», де знімалася з 1996 по 1999 рік. У наступні роки Ґаллагер в основному працювала у театрі, а також з'являлася в таких серіалах як «Сьоме небо», «24 години», «Менталіст», «Скандал» та багатьох інших.

## Фільмографія
- «Швидка допомога» (1990)
- «Зоряний шлях: Глибокий космос 9» (серіал, 1993)
- «Поширення інфекції» (2002)
- «Король вечірок» (2002)
- «Зоряний шлях: Вояжер» (серіал, 2002)
- «Анатомія пристрасті» (серіал, 2005)
- «Найкращі друзі» (ТБ, 2005)
- «Містер і місіс Сміт» (2005)
- «Сьоме небо» (серіал, 2005)
- «24» (серіал, 2007)
- «Менталіст» (серіал, 2008—2015)
- «Сховище» 13 (серіал, 2009—2014)
- «Аліса» (2011)
- «Особливо важкі злочини» (серіал, 2012)
- «Скандал» (серіал, 2012)
- «Suits» (серіал, 2013—2015)
- «Важкий понеділок» (серіал, 2013)
- «Полювання на роботу» (2015)

## Особисте життя
Меган Галлахер у шлюбі з актором Джеффом Ягером. У них двоє дітей-близнюків — хлопчик і дівчинка.